# Wennbüttel
Wennbüttel er en by og kommune i det nordlige Tyskland, beliggende i Amt Mitteldithmarschen i den centrale del af Kreis Dithmarschen. Kreis Dithmarschen ligger i den sydvestlige del af delstaten Slesvig-Holsten.

## Geografi
Gennem kommunen, som også kaldes “das Dorf mit den großen Bäumen” (landsbyen med de store træer), slynger den ca. 3 km lange å Gieselau, som munder ud i Kielerkanalen mellem Grünentaler Hochbrücke og Weiche Fischerhütte.

### Nabokommuner
Mod vest ligger Albersdorf, mod nord ligger Bunsoh. Mod syd og øst går grænsen til Kreis Rendsburg-Eckernförde som delvist dannes af Kielerkanalen.